# Sharafuddin Ashraf
Sharafuddin Ashraf (* 10. Januar 1995 in Kabul, Afghanistan) ist ein afghanischer Cricketspieler, der seit 2014 für die afghanische Nationalmannschaft spielt.

## Aktive Karriere
Ashraf gab sein Debüt in der Nationalmannschaft im Juli 2014, als er in der ersten bilateralen ODI-Serie Afghanistans in Simbabwe dabei war. Dort erzielte er im vierten Spiel 3 Wickets für 29 Runs und half damit beim Ausgleich der Serie. Jedoch gelang es ihm nicht sich im Team zu etablieren. Er war Teil des Teams beim ICC World Twenty20 Qualifier 2015 und konnte dort mit 3 Wickets für 27 Runs bei seinem Twenty20-Debüt gegen die Niederlande herausragen, wofür er als Spieler des Spiels ausgezeichnet wurde. Es sollte bis 2018 dauern, bis er wieder seinen Weg Zurück in die Nationalmannschaft fand. Dort wurde er für den Asia Cup 2018 nominiert, kam dabei jedoch nicht zum Einsatz. In der Folge verblieb es bei einzelnen Einsätzen. Nachdem Asghar Afghan während des ICC Men’s T20 World Cup 2021 seinen Rücktritt erklärte, rückte Ashraf nach und absolvierte bei der Weltmeisterschaft ein Spiel. Beim Asia Cup 2023 schaffte er es ebenfalls in den Kader, kam dort jedoch abermals nicht zum Einsatz.